# قطعنامه ۱۳۲۲ شورای امنیت
قطعنامه ۱۳۲۲ شورای امنیت سازمان ملل متحد که در تاریخ ۰۷ اکتبر ۲۰۰۰ تصویب شد، سندی بین‌المللی دربارهٔ بررسی وضعیت خاورمیانه، شامل مسئله فلسطین است. این قطعنامه طی نشست ۴۲۰۵ام با ۱۴ رای موافق، ۰ مخالف و ۱ ممتنع تصویب شد.